# Siphonogorgiidae
Die Siphonogorgiidae sind eine Familie der Achtstrahligen Korallen (Octocorallia), die in flachen Bereichen bis mäßig tiefen Bereichen des Indopazifiks und des westlichen Atlantiks vorkommt. Eine Art findet man auch im Mittelmeer.

## Merkmale
Wie fast alle Oktokorallen bilden die Arten der Familie Siphonogorgiidae Kolonien, die aus vielen Einzelpolypen mit jeweils acht Tentakeln bestehen. Die Kolonien sind aufrecht oder herabhängend und planar (nur zu zwei Seiten) oder buschig stark verzweigt. Eine feste Skelettachse fehlt, die Äste sind aber unflexibel, aufgrund von dichten Schichten längs angeordneter Sklerite, die die zentralen Kanäle umgeben. Die gleichmäßig über die Oberfläche verteilten oder weitgehend auf die Enden der Äste beschränkten Polypen sind monomorph und können in Polypenkelche zurückgezogen werden. Die Polypenkelche sind bei der Gattung Chironephthya groß und scheidenartig, bei Siphonogorgia sind sie klein und unauffällig. Die Sklerite der Polypen haben die Form höckriger Spindeln und sind kragenförmig oder zu Spitzen angeordnet. In den Tentakeln haben die Sklerite die Form abgeflachter Stäbchen und gebogener Schuppen, in der Körperwand und im Gastralraum der Polypen sind es kleine Stäbchen. Die Sklerite der Polypenkelche sind kleinere Spindeln und Stäbchen. Auf den Oberflächen der Äste sind die Sklerite spindelförmig und mit komplexen, in Längsrichtung angeordneten Tuberkeln besetzt. Im Innern finden sich dünnere und kürzere spindel- und stäbchenförmige Sklerite. In der Regel sind die Sklerite auffällig gefärbt. Die Arten der Familie Siphonogorgiidae leben nicht mit Zooxanthellen in einer Endosymbiose und sind ausschließlich auf planktonische Nahrung angewiesen.

## Gattungen
Zur Familie Siphonogorgiidae gehören zwei Gattungen:
- Chironephthya Studer, 1887
- Siphonogorgia Kölliker, 1874

Die zwei Gattungen dieser Familie, gehörten früher zu den Nidaliidae, einer anderen Familie mit dichten Schichten längs angeordneter Sklerite. Möglicherweise sind Nidaliidae und Siphonogorgiidae Schwesterfamilien. DNA-Analysen deuten jedoch darauf hin, dass die Trennung beider Taxa schon vor sehr langer Zeit stattfand.